# Serghei Stroenco
Serghei Stroenco, né le 22 février 1967 à Bairamcea en Ukraine et décédé le 24 décembre 2012 à Vladimirovca en Moldavie, était un footballeur international moldave, devenu entraîneur à l'issue de sa carrière, qui évoluait au poste de défenseur.
Il compte 46 sélections en équipe nationale entre 1992 et 2007.

## Biographie

### Carrière de joueur
Avec le club du Tiligul Tiraspol, il remporte trois coupes de Moldavie.

### Carrière internationale
Serghei Stroenco compte 46 sélections avec l'équipe de Moldavie entre 1992 et 2007. 
Il est convoqué pour la première fois par le sélectionneur national Ion Caras pour un match amical contre la Lituanie le 20 mai 1992 (1-1). Il reçoit sa dernière sélection le 17 décembre 2007 contre Malte (victoire 3-2).

### Mort
Serghei Stroenco décède le 24 décembre 2013, dans un accident de la route entre Tiraspol et Odessa, près de la ville de Vladimirovca.

## Palmarès
- Avec le Tiligul Tiraspol :
  - Vainqueur de la Coupe de Moldavie en 1993, 1994 et 1995